# Orizin
Orizin (EC 3.4.21.63, Aspergillus alkaline proteinaza, aspergilopeptidaza B, API 21, aspergilopepsin B, aspergilopepsin F, Aspergillus candidus alkalna proteinaza,  alkalna proteinaza, Aspergillus melleus semialkalna proteinaza,  alkalna proteinaza,  alkalna proteinaza, Aspergillus serin proteinaza,  alkalna proteinaza,  alkalna proteinaza,  alkalna proteinaza,  alkalna proteinaza, prozim, P 5380, kiorinaza, seaproza S, semi-alkalna proteaza, sumizim MP, prozim 10, onoproza, onoproza SA, proteaza P, promelaza) je enzim. Ovaj enzim katalizuje sledeću hemijsku reakciju
Hidroliza proteina sa širokom specifičnošću, pri čemu je . Ne dolazi do hidrolize peptidnih amida
Ova peptidaza ne sadrži cistein.

## Literatura
- Nicholas C. Price; Lewis Stevens (1999). Fundamentals of Enzymology: The Cell and Molecular Biology of Catalytic Proteins (Third изд.). USA: Oxford University Press. ISBN 019850229X.
- Eric J. Toone (2006). Advances in Enzymology and Related Areas of Molecular Biology, Protein Evolution (Volume 75 изд.). Wiley-Interscience. ISBN 0471205036.
- Branden C; Tooze J. Introduction to Protein Structure. New York, NY: Garland Publishing. ISBN 0-8153-2305-0.
- Irwin H. Segel. Enzyme Kinetics: Behavior and Analysis of Rapid Equilibrium and Steady-State Enzyme Systems (Book 44 изд.). Wiley Classics Library. ISBN 0471303097.
- William P. Jencks (1987). Catalysis in Chemistry and Enzymology. Dover Publications. ISBN 0486654605.

## Spoljašnje veze
- Oryzin на 